# C21orf33
C21orf33‏ (Glutamine amidotransferase like class 1 domain containing 3A) هوَ بروتين يُشَفر بواسطة جين C21orf33 في الإنسان.